# Lucas Grabeel

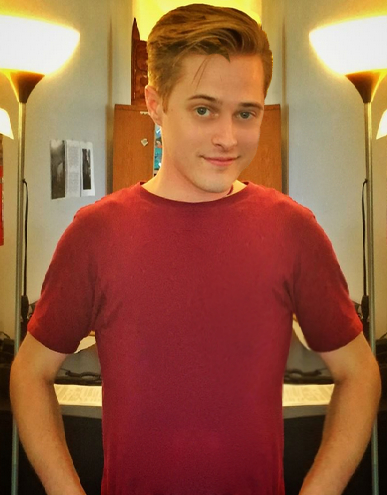
Lucas Grabeel (2016)

Lucas Stephen Grabeel (* 23. November 1984 in Springfield, Missouri) ist ein US-amerikanischer Schauspieler, Sänger und Tänzer.

## Karriere
Lucas Grabeel besuchte ebenso wie Brad Pitt die Kickapoo High School in Springfield, Missouri, und ergriff danach ebenfalls den Schauspielerberuf. In den Jahren 2004 und 2006 war er in zwei Filmen der Filmreihe Halloweentown (Halloweentown III: Halloweentown Highschool und Halloweentown IV: Das Hexencollege) als Ethan Dalloway zu sehen.
Daneben trat Grabeel in diversen Serien als Gastschauspieler auf, so in Boston Legal, Veronica Mars, Ehe ist… und in Smallville, wo er den jungen Lex Luthor und später dessen Klon Conner Kent darstellte. In dem Disney-Channel-Film High School Musical spielte Grabeel 2006 die Rolle des Ryan Evans, ebenso wie in den Fortsetzungen High School Musical 2 (2007) und High School Musical 3: Senior Year (2008).
Anfang 2007 war er mit der Konzert-Tour High School Musical: The Concert auf Tournee. Sowohl 2006 wie auch 2007 trat er bei den Disney Channel Games an, wo er dem Grünen Team angehörte. Im darauffolgenden Jahr nahm er aufgrund der Dreharbeiten zu High School Musical 3: Senior Year nicht daran teil. Im selben Jahr war er auch Teil des weihnachtlichen Zeichentrickfilms Abenteuer in Jerusalem – Jesus und die Tiere, wo er der Hauptfigur, dem Straßenhund Jericho, seine Stimme lieh.
In der Filmbiografie Milk über den Bürgerrechtler Harvey Milk von Gus Van Sant übernahm Grabeel 2008 die Rolle des Fotografen Dan Nicoletta. Von 2011 bis 2017 spielte er in der Fernseh-Sitcom Switched at Birth eine der Hauptrollen als Toby Kennish. In den letzten Jahren hat Grabeel verstärkt als Sprecher an Zeichentrickserien mitgewirkt.
Grabeel spielt Schlagzeug, Gitarre, Klavier und Akkordeon.

## Filmografie (Auswahl)
Serien
- 2006: Veronica Mars
- 2006–2011: Smallville (3 Folgen)
- 2011–2017: Switched at Birth
- 2019: High School Musical: The Musical: The Series (Folge 1x08)

Fernsehfilme
- 2004: Halloweentown III: Halloweentown Highschool
- 2006: Halloweentown 4 – Das Hexencollege (Return to Halloweentown)
- 2006: High School Musical
- 2007: High School Musical 2
- 2008: High School Superhero
- 2011: Sharpay’s fabelhafte Welt (Sharpay’s Fabulous Adventure)

Kinofilme
- 2007: Alice Upside Down
- 2008: High School Musical 3: Senior Year
- 2008: College Road Trip
- 2008: Milk
- 2008: Lock and Roll Forever
- 2009: The Legend of the Dancing Ninja

Gastrollen
- 2005: Boston Legal
- 2006/2008: Ehe ist… (’Til Death)
- 2007: Dancing with the Stars
- 2010: CSI: Vegas

Sonstige Auftritte
- 2006: High School Musical Dance-Along
- 2006: Disney Channel Games (Grünes Team)
- 2007: Disney Channel Games (Grünes Team)
- 2008: The Real Son (Kurzfilm)

## Diskografie

### EPs
- 2011: Sunshine

### Singles
| Jahr | Titel Album                                             | Höchstplatzierung, Gesamtwochen, AuszeichnungChartsChartplatzierungen (Jahr, Titel, Album, Platzierungen, Wochen, Auszeichnungen, Anmerkungen) | Anmerkungen                                              |
| Jahr | Titel Album                                             | US | Anmerkungen                                              |
| ---- | ------------------------------------------------------- | --- | -------------------------------------------------------- |
| 2006 | What I’ve Been Looking For High School Musical (O.S.T.) | US35 (3 Wo.)US | Erstveröffentlichung: 10. Januar 2006 mit Ashley Tisdale |
| 2006 | Bop To The Top High School Musical (O.S.T.)             | US62 (2 Wo.)US | Erstveröffentlichung: 10. Januar 2006 mit Ashley Tisdale |
| 2007 | I Don’t Dance High School Musical 2 (O.S.T.)            | US70 (2 Wo.)US | Erstveröffentlichung: 14. August 2007 mit Corbin Bleu    |
| 2007 | Fabulous High School Musical 2 (O.S.T.)                 | US76 (1 Wo.)US | Erstveröffentlichung: 14. August 2007 mit Ashley Tisdale |

Weitere Songs
- 2006: You Know I Will
- 2007: You Got It
- 2007: Gotta Rock
- 2007: Let It Snow!
- 2007: Go the Distance
- 2007: Jenny Got a Fever
- 2007: What Time Is It? (Cast, US: Gold)
- 2012: Outta My Head
- 2012: Just a Little Peck (mit Drew Seeley & Adrian Slade)
- 2012: Happily Afterlife (mit Drew Seeley & Adrian Slade)

## Ehrungen
- 2006: Teen Choice Award für High School Musical
- 2007: Teen Choice Award für High School Musical 2
- 2009: Nickelodeon Kids Choice Awards für High School Musical 3: Senior Year

## Synchronisation
Lucas Grabeel wird in fast allen seiner Filme von Tim Schwarzmaier synchronisiert. In Halloweentown III: Halloweentown Highschool gab ihm Daniel Schlauch, in Milk Dirk Petrick seine Stimme.